# Ophioblennius trinitatis
Ophioblennius trinitatis är en fiskart som beskrevs av Miranda Ribeiro, 1919. Ophioblennius trinitatis ingår i släktet Ophioblennius och familjen Blenniidae. Inga underarter finns listade i Catalogue of Life.